# Opasne veze (1988.)
Opasne veze je dramski film iz 1988. koji se temelji na drami Christophera Hamptona, Les Liaisons Dangereuses, koja je pak kazališna adaptacija francuskog romana 18. stoljeća, Opasne veze Pierrea Choderlosa de Laclosa. 
Redatelj Stephen Frears, nakon uspjeha svojih filmova u Velikoj Britaniji My Beautiful Laundrette 1985., Prick Up Your Ears 1987. i Sammy and Rosie Get Laid 1987., ovim je filmom debitirao u Hollywoodu.
Pohvaljene su izvedbe Glenn Close, Johna Malkovicha i Michelle Pfeiffer, rad snimatelja Philippea Rousselota, kostimografa Jamesa Achesona, te osobito scenarij Christophera Hamptona.
Swoosie Kurtz i Mildred Natwick (u svojoj posljednjoj ulozi) pojavile su se kao sporedne glumice, kao i tada još relativno nepoznati Keanu Reeves i Uma Thurman, koji će oboje postići uspjeh u devedesetima, u glavnim ulogama u filmovima kao to su Brzina (1994.) i Pakleni šund (1994.).
Film je bio nominiran za sedam Oskara, uključujući nominaciju za najbolji film; osvojio je Oskare za najbolji adaptirani scenarij, najbolji dizajn kostima i najbolju scenografiju.

## Radnja
Markiza de Merteuil (Glenn Close) je amoralna spletkarica koja se poigrava s muškarcima ogorčena zbog podređenog položaja žena u društvu. Odluči se osvetiti trenutnom ljubavniku tako da njegovu mladu zaručnicu, Cécile de Volanges (Uma Thurman), kćer njezine rođakinje madam de Volanges (Swoosie Kurtz), zavede i uništi. Merteuil poziva svog bivšeg ljubavnika, razvratnog i amoralnog vikonta de Valmonta (John Malkovich). Na početku odbija prijedlog zato što je zauzet zavođenjem kreposne madam de Tourvel (Michelle Pfeiffer), koja provodi vrijeme na imanju svoje tete dok je muž u inozemstvu.
Nakon što otkrije da se madam de Volanges u tajnosti dopisivala s madam de Tourvel da ju upozori na njega, Valmont se predomisli i pristaje na Merteuilin prijedlog. Iskorištavaju činjenicu da je mlada Cécile potajno zaljubljena u svojeg učitelja glazbe, kavaljera Raphaela Dancenyja (Keanu Reeves), koji je siromašan pa u očima njezine majke nije prikladan prosac.
Na imanju njezine tete Valmont na prevaru uđe u Cécileinu spavaću odaju da joj može predati Dancenyjevo pismo, ali ju umjesto toga siluje. Sljedeće jutro iza doručka on se podsmjehuje vidljivo potresenoj Cécile, koja pobjegne iz sobe u suzama. Kasnije te noći on pokuša opet ući u njezinu odaju, ali nailazi na zatvorena vrata, dok Cécile plače. Madam de Volanges, zbunjena zbog kćerine iznenadne bolesti, zove Merteuil da razgovara s Cécile. Merteuil joj savjetuje da nastavi vezu s Valmontom, te da treba iskoristiti sve ljubavnike koje može imati u društvu koje ju sputava zbog njezinog spola. Cécile ju posluša i kasnije ostaje trudna, no pobaci i time izbjegne skandal. 
Valmont se u međuvremenu postojano udvara madam de Tourvel, koja, usprkos sumnjama u njegove prave namjere, na kraju popusti njegovim salijetanjima. Međutim, Valmont, okorjeli ženskar, neočekivano se zaljubi u Tourvel.
Merteuil je obećala Valmontu noć u njezinom društvu ako bude uspješan u spletki da zavede madam de Tourvel i donese joj pismeni dokaz o svojem uspjehu. Ipak, potajno ljubomorna na Tourvel, odbija dati Valmontu njegovu nagradu osim u slučaju da potpuno prekine sve veze s njom; Merteuil prijeti da će uništiti njegov ugled razvratnika. Valmont se pokori i hladno napusti Tourvel koja se razboli. Valmont se vrati Merteuil, koja je u međuvremenu uzela kavaljera Dancenyja za ljubavnika. Valmont uredi da Danceny napusti Merteuil za Cécile, te još jednom zatraži svoju nagradu. Markiza odbije i oni objave rat.
Markiza otkriva Dancenyju da je Valmont zaveo Cécile. Danceny izaziva Valmonta na dvoboj. Osjećajući krivnju i u očaju, Valmont dopusti Dancenyju da ga smrtno rani. Prije nego što umre, zamoli Dancenyja da posjeti Tourvel i uvjeri ju da je iskreno voli; zatim mu predaje Merteuilina pisma u kojima je detaljno opisano njezino spletkarenje. Nakon što sasluša Dancenyja, madam de Tourvel umre. Danceny objavi Merteuilina pisma, što izazove skandal, i publika ju izviždi i osramoti u operi. U završnoj sceni Merteuil doživi živčani slom.

## Uloge
- Glenn Close - markiza de Merteuil
- John Malkovich - vikont de Valmont
- Michelle Pfeiffer - madam de Tourvel
- Swoosie Kurtz - madam de Volanges
- Keanu Reeves - kavaljer Raphael Danceny
- Mildred Natwick - madam de Rosemonde
- Uma Thurman - Cécile de Volanges
- Peter Capaldi - Azolan

## Produkcija
Opasne veze su bile prva filmska adaptacija Laclosovog romana na engleskom jeziku, a temeljile su se na kazališnoj adaptaciji Christophera Hamptona za Royal Shakespeare Company, dobitnikom nagrade Laurence Olivier (za najbolju novu dramu) i nagrade Tony (za najbolju dramu), koju je režirao Howard Davies i u kojoj glume Alan Rickman, Lindsay Duncan i Juliet Stevenson.
Film je u cijelosti snimljen u Francuskoj, točnije u regiji Île-de-France, u njemu se pojavljuju povijesna zdanja kao što su dvorac Vincennes i Val-de-Marne, dvorac Château de Champs-sur-Marne, dvorac Guermantes i Seine-et-Marne, dvorac Saussay u Essonneu i kazalište Montansier u Versaillesu.
Glazbu je napisao George Fenton, a glazbeni zapis filma uključuje baroknu glazbu i djela klasične glazbe Vivaldija, Bacha, Händela i Glucka.
U filmu se u svojoj posljednjoj ulozi pojavljuje oskarovka Mildred Natwick koja glumi madam de Rosemonde.
Drew Barrymore je bila na audiciji za ulogu Cécile, a Sarah Jessica Parker je tu istu ulogu odbila pa je ona na kraju pripala Umi Thurman.

## Prijem
Opasne veze imaju visoku ocjenu - 93% na Rotten Tomatoes, i 74 na Metacriticu.
Pauline Kael iz The New Yorkera je opisala filma kao "raj - živ na način na koji to filmovi rijetko jesu". Hal Hinson iz Washington Posta je napisao da su "dosjetljivost i neposrednost filma rijetki kod filmova koji prikazuju određenu epohu. Umjesto da akcija izgleda daleko, filmaši su stavili publiku u sobu sa svojim likovima". Roger Ebert ga je nazvao "privlačnim i zavodljivim filmom". Časopis Variety ga je smatrao "britkom studijom seksa kao arene za manipulativne igre". Vincent Canby iz The New York Timesa ga je pozdravio kao "vrstu smrtonosne salonske komedije"
Christopher Hampton je dobio pozitivne kritike za svoj scenarij, a časopis Time Out je napisao da je "jedna od najvećih snaga filma odluka scenarista Christophera Hamptona da se vrati romanu i sačuva samo ono najbolje iz kazališnog komada". James Acheson i Stuart Craig su također bili pohvaljeni za svoj rad: Sheila Benson iz Los Angeles Timesa je izjavila da su "detalji na kostimima (James Acheson - Posljednji kineski car) i scenografija (Stuart Craig - Gandhi i Misija) očaravajući".
Glenn Close je također dobila pozitivne kritike; The New York Times je pohvalio njezinu "izvrsnost i komičnu profinjenost", dok je Mick LaSalle iz San Francisco Chroniclea napisao da, jednom kad se "u potpunosti oslobodi i dopusti potpuno animalno očajanje, Close zastrašuje". Roger Ebert je mislio da dvije glavne uloge "savršeno igraju Close i Malkovich... njihovi se lukavi dijalozi zajedno pretvaraju u iscrpljujuće razgovorne igre, teniske mečeve duše".
Michelle Pfeiffer je također dobila pohvale za svoju izvedbu, iako je imala, prema mišljenju Washington Posta "najmanje očitu i najtežu" ulogu. "Ništa nije teže odglumiti nego krepost, a Pfeiffer je dovoljno pametna da ne pokušava. Umjesto toga ju utjelovljuje". New York Times je nazvao njezinu izvedbu "sretnim iznenađenjem". Roger Ebert, uzimajući u obzir kretanje njezine karijere, napisao je da "u godini u kojoj se pojavila u različitim filmova kao što su Udana za mafiju i Zora očajnika, film je dokaz njezine svestranosti. Ona je dobra kad je nevina i veličanstvena kad je kriva".
Izbor Johna Malkovicha se pokazao kao kontroverzna odluka koja je podijelila kritičare. New York Times je, priznajući "šok kad se pojavio u napudranim perikama", zaključio da je bio "neočekivano dobar. Inteligencija i snaga glumca oblikuju reakciju publike na njega". Washington Post je bio slično impresioniran Malkovichevom izvedbom: "Postoji uzvišena izopačenost u Frearsovom izboru, pogotovo Malkovicha... [on] donosi fascinantnu dimenziju u svoj lik koja bi nedostajala kod više konvencionalno naočitog glavnog glumca". Variety nije bio impresioniran: "lukav glumac donosi otrovan, promišljen donjuanizam lika... nedostaje mu vražji šarm i zavodljivost koje Valmontu trebaju da osvoji sve svoje predmete požude".

## Priznanja

### Nagrade
- Oscar
  - za najbolji adaptirani scenarij (Christopher Hampton)
  - za najbolji dizajn kostima (James Acheson)
  - za najbolju scenografiju (Stuart Craig, Gérard James)
- BAFTA
  - za najbolju sporednu glumicu (Michelle Pfeiffer)
  - najbolji scenarij (Christopher Hampton)
- César za najbolji strani film (Stephen Frears)
- London Critics Circle - scenarist godine (Christopher Hampton)
- Writers Guild of America - najbolji scenarij nastao na temelju materijala iz drugog medija (Christopher Hampton)

### Nominacije
- Oscar:
  - za najbolji film (Norma Heyman, Hank Moonjean)
  - za najbolju glavnu glumicu (Glenn Close)
  - za najbolju sporednu glumicu (Michelle Pfeiffer)
  - za najbolju originalnu glazbu (George Fenton)
- American Society of Cinematographers - izvanredno dostignuće u kinematografiji (Philippe Rousselot)
- BAFTA
  - za najboljeg redatelja (Stephen Frears)
  - za najbolju glavnu gluicu (Glenn Close)
  - za najboljeg snimatelja (Philippe Rousselot)
  - za najbolju originalnu filmsku glazbu (George Fenton)
  - za najbolji dizajn kostima (James Acheson)
  - za najbolju šminku (Jean-Luc Russier)
  - za najbolju montažu (Mick Audsley)
  - za najbolju scenografiju (Stuart Craig)
- British Society of Cinematographers - najbolji snimatelj (Philippe Rousselot)

## Povezane adaptacije
Trideset godina prije Opasnih veza Roger Vadim je adaptirao roman u istoimeni film u kojem glume Jeanne Moreau, Gérard Philipe i Annette Vadim. Za manje od godine dana nakon premijere Opasnih veza Miloš Forman je prilagodio roman za film Valmont, s Colinom Firthom, Annette Bening i Meg Tilly u glavnim ulogama.
Godine 1999. Roger Kumble je prilagodio roman za film Okrutne namjere, dramu smještenu u modernu srednju školu, sa Sarah Michelle Gellar, Ryanom Philippeom i Reese Witherspoon. 2003. pojavila se adaptacija Joseon namnyeo sangyeoljisa južnokorejskog redatelja Je-yong Leeja; radnja filma je smještena u isto vrijeme kao i u originalnom romanu, ali u korejskom kraljevstvu Choson.
Skoro 25 godina nakon uloge Valmonta u filmu, John Malkovich je režirao dramu C. Hamptona u Parizu, na francuskom jeziku, u kazalištu Atelier. U prosincu 2012. produkciju je u kazalište Lansburgh Theatre u Washingtonu doveo Shakespeare Theatre Company.